# Folicarina bicolor
Folicarina bicolor är en insektsart som beskrevs av Albino Morimasa Sakakibara 1992. Folicarina bicolor ingår i släktet Folicarina och familjen hornstritar. Inga underarter finns listade i Catalogue of Life.